# Estação Les Tres Torres
Les Tres Torres (Metro de Barcelona) é uma estação que atende a  Linha 6 do Metro de Barcelona.
Entrou em funcionamento em 1952.

## Facilidades
- elevador;
- acesso a telefone celular;